# 強盗のおむこさん
強盗のおむこさん（ごうとうのおむこさん、Der Räuberbräutigam、KHM40）はグリム童話のひとつ。「盗賊のお婿さん」や「盗賊の花嫁」とも呼ばれている。

## あらすじ
粉屋の評判の美人娘が、りっぱな身なりの紳士から求婚される。父親は大喜びだが、当の娘は紳士に会うたび背筋がぞっとして求婚をすんなり受け入れられない。そんな彼女の態度に業を煮やした紳士が森の中にある自宅に招待する。森の奥深くにある家まで灰が一本の線状にまかれていたが、娘は用心のためエプロンのポケットに入れたえんどう豆を目印に蒔いていく。
やがて娘が招待された家にたどりつくと、家の中はがらんどうで、鳥かごの中に一羽の鳥がいるだけで、こう忠告した。
♪お帰り　お若い花嫁さん　あなたの結婚する相手は強盗
小鳥の忠告に驚きながらも、娘は地下室へ降りていくと、そこに老婆がひとりいた。娘が老婆にこれまでのいきさつを話すと、「小鳥の言う通り、あんたは強盗に騙されてるんだよ。しかもやつは人食いさ。もうすぐ強盗が帰ってくるから、樽の後ろに隠れて見ていてごらん」と老婆は話した後、「一緒に逃げよう」と言った。
しばらくして求婚した紳士が男たちと一人の若い女を連れて地下室に入ってくる。女は泣き叫びながら抵抗するも、強盗たちにテーブルの上に載せられて、酒を飲まされて絶命して、その遺体は裸にされ、体を切り刻まれ、塩をふりかけられ、食べられていく。ショッキングな現場を目撃して娘はがたがた震えていた。そのうち男たちのひとりが、女の指から金の指輪を取ろうと指を切断した際、指輪ごとその指が隠れていた娘のひざの上に落ちて、男が拾いに行こうとしたが、老婆が機転を利かせて拾うのを断念させた。やがて睡眠薬入りの酒でぐっすり眠ったのを見計らって、娘と老婆は家から逃げ出して、えんどう豆の目印を頼りに森を抜け出して家に帰り、父親にすべてを打ち明ける。
やがて婚礼の日。強盗は娘に黙っていないで何か話をするように頼む。すると娘は夢の話をすると言って、森の中の屋敷で見たことを語り、証拠の指輪がはまった指を差し出す。観念した強盗は逃げようとするが取り押さえられて、仲間の強盗ともども死刑となった。

## 変化や別バージョン
- 初版では、強盗ではなく城に住む王子だった。
- ルードヴィヒ・ベヒシュテインによる「ドイツのメルヘン集」にも、同じような話が収録されているが、ベヒシュタインのバージョンでは、室内の小鳥一羽が、玄関前の犬2匹になっている。犬たちは何とか娘を追い返そうと強く吠えて警告するも、娘はハムを投げて犬たちの気をそらして家の中に入っていく。